# Nana Konadu
Nana Konadu (* 15. Februar 1964 in Sunyani, Ghana) ist ein ehemaliger ghanaischer Boxer im Bantam- und Superfliegengewicht.

## Profikarriere
Im Jahre 1985 begann er erfolgreich seine Profikarriere. Am 7. November 1989 boxte er im Superfliegengewicht gegen Gilberto Roman um den Weltmeistertitel des Verbandes WBC und siegte durch einstimmige Punktrichterentscheidung. Diesen Gürtel verlor er allerdings bereits in seiner ersten Titelverteidigung im Januar des darauffolgenden Jahres an Sung-Kil Moon durch „technische Entscheidung“ in Runde 9.
Im Bantamgewicht wurde er am 28. Januar 1996 WBA-Weltmeister, als er Veeraphol Sahaprom in der 2. Runde durch T.K.o. schlug. Im Oktober desselben Jahres verlor er den Gürtel allerdings an Daorung Chuwatana. Am 21. Juni des darauffolgenden Jahres bezwang Konadu Chuwatana im direkten Rematch und eroberte dadurch den WBA-Weltmeistertitel zum zweiten Mal.
Im Jahre 1988 verteidigte er den Titel gegen Abraham Torres durch klassischen K. o. in Runde 2 und verlor ihn an Johnny Tapia durch Mehrheitsentscheidung.
Im Jahre 2001 beendete er seine Karriere.